# Pasquale Loschiavo
Pasquale Loschiavo, conte di Pontalto (Radicena, 28 marzo 1811 – Napoli, 7 maggio 1877) è stato un politico italiano.Suo fratello monsignor Michele Loschiavo fu Prelato Domestico di papa Pio IX.